# Слейпнір

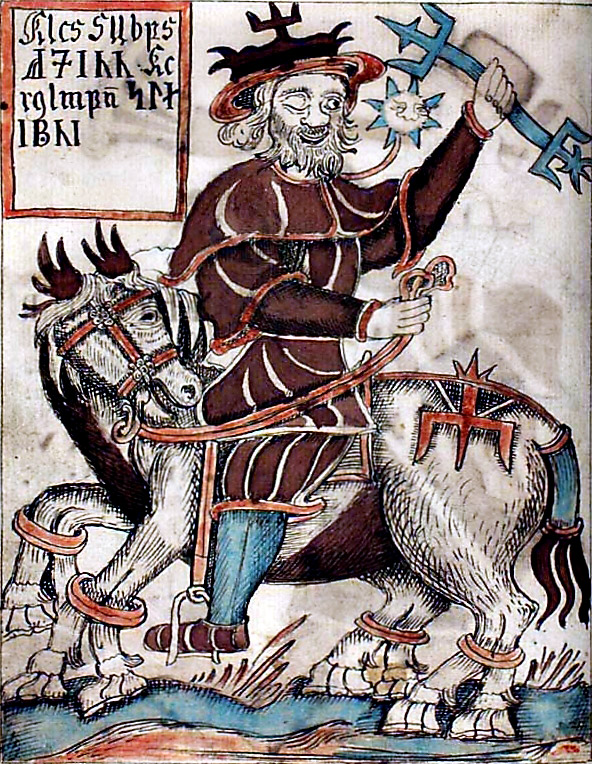
Одін на Слейпнірі, ілюстрація з ісландського манускрипту XVIII століття.

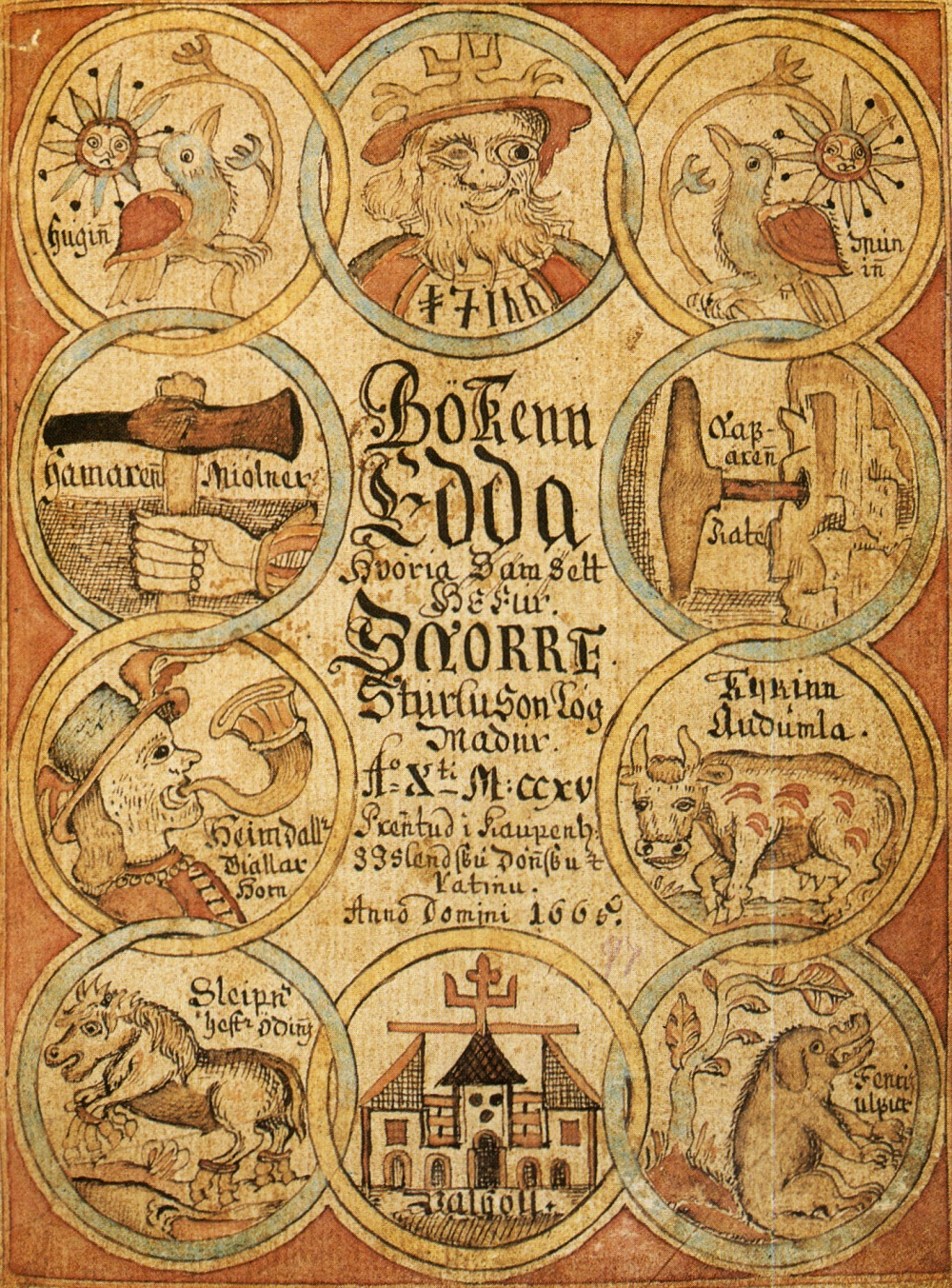
Титульний лист манускрипту «Молодша Едда». Тут зображений Одін, Геймдалль, Слейпнір та інші герої германо-скандинавської міфології. 18 століття.

Слейпнір (давньосканд. «той, що ширяє» або «жвавий, моторний, спритний») — в германо-скандинавській міфології — восьминогий кінь Одіна, породження Локі.

## Літературні джерела

### Старша Едда
У «Старшій Едді» Слейпнір з'являється або згадується в «Мові Ґрімніра», «Мові Сіґрдріви», «Снах Бальдра» (Baldrs draumar) та в «Пісні про Гюндлю».
У «Мові Ґрімніра», Ґрімнір (він же — Одін, який поки що ховається й не видає своєї особи) говорить хлопчику на ім'я Аґнар (у віршах) про те, що Слейпнір — найкращий серед коней.
У «Мові Сіґрдріви», валькірія Сіґрдріва (Sigrdrífa), вона ж — Брюнґільд в інших джерелах, говорить героєві Сіґурдові, що «руни прикрасили зуби Слейпніра та санний підріз». У «Снах Бальдра», після того, як аси зібралися на тінґ й радилися про те, чому сни у Бальдра такі зловісні,

Одін підійнявся, 

давній Ґаут, 

сідло поклав 

на спину Слейпнірові; 

звідти він донизу 

до Нільфґейму вирушив. 

У частині «Пісні про Гюндлю» — «Короткому віщуванні вьольви» йдеться про те, що Локі породив кілька чудовиськ:

Від Анґрбоди Локі 

Вовка народив, 

а Слейпнір — син Локі 

від Свадільфарі 

ще одне чудовисько, 

найзліше, 

на світ народжене 

Бюллєйста братом. 